# Джоан Ворд
Джоан Ворд (англ. Joanne Ward; нар. 22 червня 1975) — колишня британська тенісистка.
Найвищу одиночну позицію світового рейтингу — 156 місце досягла 11 лютого 1998, парну — 180 місце — 15 вересня 1997 року.
Здобула 3 одиночні та 9 парних титулів.
Завершила кар'єру 2007 року.

## Фінали ITF
| турніри $100,000 |
| турніри $75,000  |
| турніри $50,000  |
| турніри $25,000  |
| турніри $10,000  |

### Одиночний розряд: 6 (3–3)
| Результат | Ранг | Дата            | Турнір                           | Покриття   | Суперниця       | Рахунок       |
| --------- | ---- | --------------- | -------------------------------- | ---------- | --------------- | ------------- |
| Перемога  | 1.   | 12 травня 1996  | Лі-он-зе-Солент, Велика Британія | Ґрунт      | Джасмін Чаудурі | 7–5, 6–0      |
| Поразка   | 1.   | 27 квітня 1997  | Борнмут, Велика Британія         | Ґрунт      | Жулі Пуллен     | 0–6, 3–6      |
| Поразка   | 2.   | 14 лютого 1998  | Бірмінгем, Велика Британія       | Тверде (i) | Жулі Пуллен     | 1–6, 6–1, 3–6 |
| Перемога  | 2.   | 25 квітня 1998  | Борнмут, Велика Британія         | Ґрунт      | Лусі Ал         | 7–6, 6–4      |
| Поразка   | 3.   | 13 вересня 1998 | Единбург, Велика Британія        | Ґрунт      | Деніса Хладкова | 3–6, 2–6      |
| Перемога  | 3.   | 1 серпня 1999   | Памплона, Іспанія                | Тверде     | Мія Буріч       | 6–2, 6–4      |

### Парний розряд: 15 (9–6)
| Результат | Ранг | Дата            | Турнір                             | Покриття   | Партнерка         | Суперниці                            | Рахунок       |
| --------- | ---- | --------------- | ---------------------------------- | ---------- | ----------------- | ------------------------------------ | ------------- |
| Поразка   | 1.   | 20 лютого 1994  | Ньюкасл-апон-Тайн, Велика Британія | Килим (i)  | Карен Нуджент     | Майке Каутстал Лінда Німантсвердрієт | 6–2, 5–7, 2–6 |
| Поразка   | 2.   | 31 липня 1995   | Ілклі, Велика Британія             | Ґрунт      | Лусі Ал           | Джасмін Чаудурі Луїс Латімер         | 6–1, 2–6, 2–6 |
| Перемога  | 1.   | 18 лютого 1996  | Шеффілд, Велика Британія           | Тверде (i) | Лусі Ал           | Жулі Пуллен Лорна Вудрофф            | 7–6, 6–3      |
| Поразка   | 3.   | 12 травня 1996  | Лі-он-Солент, Велика Британія      | Ґрунт      | Лусі Ал           | Ширлі-Енн Сіддалл Аманда Вейнрайт    | 5–7, 1–6      |
| Перемога  | 2.   | 24 березня 1997 | Воррнамбул, Австралія              | Трава      | Лорна Вудрофф     | Еві Домінікович Аманда Грем          | 4–6, 6–4, 6–2 |
| Поразка   | 4.   | 30 березня 1997 | Воррнамбул, Австралія              | Трава      | Лорна Вудрофф     | Нанні де Вільєрс Ширлі-Енн Сіддалл   | 6–3, 2–6, 3–6 |
| Перемога  | 3.   | 4 травня 1997   | Гатфілд, Велика Британія           | Ґрунт      | Ширлі-Енн Сіддалл | Лусі Ал Джессіка Стек                | 3–6, 6–4, 7–5 |
| Перемога  | 4.   | 11 травня 1997  | Лі-он-зе-Солент, Велика Британія   | Ґрунт      | Ширлі-Енн Сіддалл | Наталія Єгорова Ребекка Єнсен        | 6–2, 7–5      |
| Перемога  | 5.   | 19 липня 1997   | Фрінтон, Велика Британія           | Ґрунт      | Лорна Вудрофф     | Карен Кросс Наталія Єгорова          | 6–4, 2–6, 6–0 |
| Перемога  | 6.   | 4 жовтня 1997   | Ноттінгем, Велика Британія         | Тверде     | Лусі Ал           | Карен Кросс Ліззі Джелфс             | 6–2, 7–6      |
| Перемога  | 7.   | 16 травня 1999  | Единбург, Велика Британія          | Ґрунт      | Селіма Сфар       | Суріна Де Беер Лорна Вудрофф         | 6–4, 6–2      |
| Поразка   | 5.   | 31 липня 1999   | Памплона, Іспанія                  | Тверде     | Селіма Сфар       | Мотідзукі Хіроко Людмила Ріхтерова   | 6–2, 4–6, 3–6 |
| Перемога  | 8.   | 6 серпня 1999   | Періге, Франція                    | Ґрунт      | Селіма Сфар       | Ганна-Катрі Аалто Фудзівара Ріка     | 6–4, 6–3      |
| Поразка   | 6.   | 6 лютого 2000   | Джерсі, Велика Британія            | Тверде (i) | Селіма Сфар       | Олена Бовіна Ганна Запорожанова      | 3–6, 2–6      |
| Перемога  | 9.   | 7 травня 2000   | Гатфілд, Велика Британія           | Ґрунт      | Селіма Сфар       | Жофія Губачі Ясмін Вер               | 7–6(8–6), 6–2 |